# Haldex
Haldex – rodzaj samoblokującego się sprzęgła opatentowanego i produkowanego przez szwedzką firmę o tej samej nazwie. Stosowane jako centralny mechanizm różnicowy dla optymalnego rozdzielenia momentu obrotowego pomiędzy przednią i tylną oś napędzaną.

## Budowa
Haldex łączy 2 wały prowadzące (w uproszczeniu) do obu osi samochodu i składa się z 3 głównych podzespołów:
- mokrego sprzęgła ciernego wielopłytkowego sterowanego siłownikiem hydraulicznym
- pompy hydraulicznej umieszczonej na jednym wale i napędzanej rodzajem krzywki umieszczonej na drugim wale
- układu hydraulicznego łączącego pompę z siłownikiem i zawierającego elektrycznie sterowany zawór regulacyjny

## Zasada działania
Jeżeli oba wały obracają się z tą samą prędkością, co ma miejsce podczas jazdy prosto po twardej nawierzchni W tym stanie możliwe są niewielkie różnice prędkości obu osi np. podczas jazdy po łuku lub pokonywania wzniesienia – nie spowodują one powstania w układzie ciśnienia wystarczającego do połączenia sprzęgła.
Natomiast gdy prędkości obu wałów będą znacząco różne – np. podczas uślizgu kół dotychczas napędzanej osi podczas ruszania na śliskiej nawierzchni lub przy ich ugrzęźnięciu – wtedy krzywka na jednym z wałów zacznie się obracać względem pompy na drugim wale. W efekcie pompa wytworzy ciśnienie, które uruchomi siłownik i załączy sprzęgło. Oba wały zostaną połączone i moment obrotowy zostanie przeniesiony także na drugą oś.
Elektrycznie sterowany zawór w układzie pozwala modyfikować zachowanie Haldexa w zależności od wielu parametrów, m.in. prędkości jazdy i skrętu kół, co pozwala np. na luźniejsze połączenie obu osi podczas manewrowania na parkingu.

## Przykłady zastosowania
Haldex jest od wielu lat stosowany w autach Grupy Volvo Cars oraz Volkswagen Group wyposażonych w poprzeczny silnik i napęd na obie osie.
Poza tym jest stosowany także w:
- Audi A3 i TT – „quattro“, S3, TTS, TTRS
- Bugatti Veyron
- Range Rover Evoque
- Opel Insignia (2.0T, 2.0CDTi oraz 2.8 V6)
- Volvo V40 Cross Country, S60, V60, XC60, V70, XC70, S80, XC90, S90, V90, S60 Cross Country, V60 Cross Country, V90 Cross Country
- Lamborghini Aventador
- Seat Alhambra, Altea XL Freetrack, Leon, Seat Ateca
- Škoda Yeti, Octavia II, Octavia III, Superb II, Superb III, Kodiaq
- Saab 9-3 XWD; Saab 9-3X; Saab 9-5 XWD (2.0 T oraz 2.8 V6)
- VW Arteon, Golf, Passat B8, Sharan, Caddy, Bora, Tiguan, T-Roc, Transporter T5, Golf 7 R – „4MOTION“
- Ford Kuga, Ford Fusion
- Chevrolet Captiva